# Trapptävling
Trapptävlingar är en växande sport som går ut på att via trappsystem ta sig upp i en byggnad på kortast tid utan att använda hiss och rulltrappor. Över världen finns ett stort antal tävlingar i varierande höjd och svårighetsgrad, från hundratalet trappsteg till skyskrapor med över 3 000 trappsteg.
Trapptävlingar förekommer även utanför byggnader, på platser där en trappa finns att tillgå. Ett exempel är Niesen Treppen Lauf där tävlingen går i världens längsta trappa, byggd längs med bergsbanan upp till berget Niesens topp. Denna trapptävling är 11 674 trappsteg lång. 

## Tävlingar i Sverige
- Stairways 2 Heaven, Kista Science Tower, Stockholm – 32 våningar, 676 trappsteg (endast för hyresgäster i byggnaden) [3]
- Du Kan Run, Skrapan, Västerås – 25 våningar, 440 trappsteg [4]
- Försten Upp, Skatteskrapan, Stockholm – 24 våningar, 436 trappsteg [5]
- Gbg Trappathon, Göteborg – 12 kilometer, 1 000 trappsteg [6]
- Västerås Vertical Kilometer, Skrapan, Västerås - 25 våningar gånger 15, 1000 höjdmeter, 6600 trappsteg[7]